# Anna Sobecka
Anna Elżbieta Sobecka (Piotrków Kujawski; 27 de Março de 1951 — ) é um político da Polónia. Ela foi eleito para a Sejm em 25 de Setembro de 2005 com 13761 votos em 5 no distrito de Toruń, candidato pelas listas do partido Liga Polskich Rodzin.
Ele também foi membro da Sejm 1997-2001 e Sejm 2001-2005.